# 卡路士·伊度亞度·費拉利
卡路士·伊度亞度·費拉利（Carlos Eduardo Ferrari，1979年2月19日—），暱稱卡卡(Caca)。祖父是意大利人，祖母是巴西人，持有意大利護照，是一名足球運動員，司職前鋒，2009年夏天離開香港甲組足球聯賽球會南華，返回巴西加盟丙組球會奧拉維亞，並於約滿後改投巴伊亞。

## 球員生涯
出身於巴西賓古體育會，2000年加盟蘇格蘭足球超級聯賽勁旅格拉斯哥流浪，2001年轉投英格蘭甲組聯賽球會伯明翰，效力了七個月後，剛好在球隊換領隊的前一天，卡卡在操練中扭傷，醫生勸喻他需做手術，休息最少七個月，新教練上任後，知道他要長期養便與他解約，卡卡回到巴西。
卡卡傷癒後再到歐洲球壇，曾先後效力過薩拉曼卡、阿爾巴塞特、拉斯帕爾馬斯等多支西班牙球會，以及葡萄牙足球超級聯賽球會科英布拉大學。
2009年1月來港，代表南華飛馬聯隊參加賀歲盃足球賽，於年初一對港聯初賽，後備入替第一次觸球便頂入扳平，表現大獲好評。
在賀歲盃足球賽結束後，正式加盟南華，簽約半季，第一次在香港甲組足球聯賽上陣便連中三元，上陣17場攻入13球，其中在亞協盃7場賽事更攻入7球，但由於妻子要回巴西安胎，卡卡宣布不與南華續約，返回巴西加盟里約州聯賽球會奧拉維亞。
在奧拉維亞合約滿後，卡卡改投了巴伊亞。

## 與朗拿度老友
卡卡有位前度女朋友，與朗拿度的前度女朋友是好友，四個人經常一起玩，雖然兩對情侶都已經分手，但卡卡與朗拿度卻已成為了好朋友，一直有保持聯絡。朗拿度並曾幾次為卡卡介紹球會，不過都沒有成事。
2008年12月，卡卡還應朗拿度的邀請，在一場慈善足球賽，代表「朗拿度朋友隊」出戰「施丹朋友隊」，卡卡還在該場比賽取得一個入球。

## 統計
截至2009年6月24日
| 球會 | 球季    | 香港甲組聯賽 | 香港甲組聯賽 | 香港聯賽盃 | 香港聯賽盃 | 香港足總盃 | 香港足總盃 | 亞協盃 | 亞協盃 | Total  | Total |
| 球會 | 球季    | Apps         | Goals        | Apps       | Goals      | Apps       | Goals      | Apps   | Goals  | Apps   | Goals |
| ---- | ------- | ------------ | ------------ | ---------- | ---------- | ---------- | ---------- | ------ | ------ | ------ | ----- |
| 南華 | 2008-09 | 7 (1)        | 6            | 0 (1)      | 0          | 0 (2)      | 0          | 6 (0)  | 7      | 13 (4) | 13    |
| 南華 | All     | 7 (1)        | 6            | 0 (1)      | 0          | 0 (2)      | 0          | 6 (0)  | 7      | 13     |       |

## 外部連結
- 香港足總註冊球員資料 （页面存档备份，存于）
- 南華官方網站球員資料 （页面存档备份，存于）